# Weselno
Weselno – osada w Polsce położona w województwie pomorskim, w powiecie gdańskim, w gminie Pruszcz Gdański
Miejscowość położona na obszarze Żuław Gdańskich, przy drodze wojewódzkiej nr 226, wchodzi w skład sołectwa Wiślina.
W latach 1975–1998 miejscowość administracyjnie należała do województwa gdańskiego.

## Historia
Wieś powstała w 1402 roku w pobliżu wsi Wiślina. Ponieważ została wchłonięta przez sąsiednią Wiślinę bardzo trudno ustalić jej granice, brakuje również informacji na temat jej historii. Jedyna potwierdzona informacja na temat wsi mówi, że w 1643 roku dzierżawcą Weselna, Wiśliny i Mokrego Dworu był gdański rajca Gerhard von Prönen. Właścicielem tych wsi był co najmniej do 1667 roku.
W okresie międzywojennym wieś nosiła nazwę Hochzeit (tłum. Wesele, Weselno) lub Böttchergesse i znajdowała się w granicach Wolnego Miasta Gdańska. Na terenie osady znajdował się majątek ziemski, który po wojnie zamieniony został w PGR. Wieś zamieszkiwali rolnicy, znajdowały się tu również checze rybackie oraz wiatrak (uruchomiony po II wojnie, rozebrany w latach 50.). Wieś słynęła z zajazdu Petersa (do niedawna kaplica parafialna).